# Leonidas I.

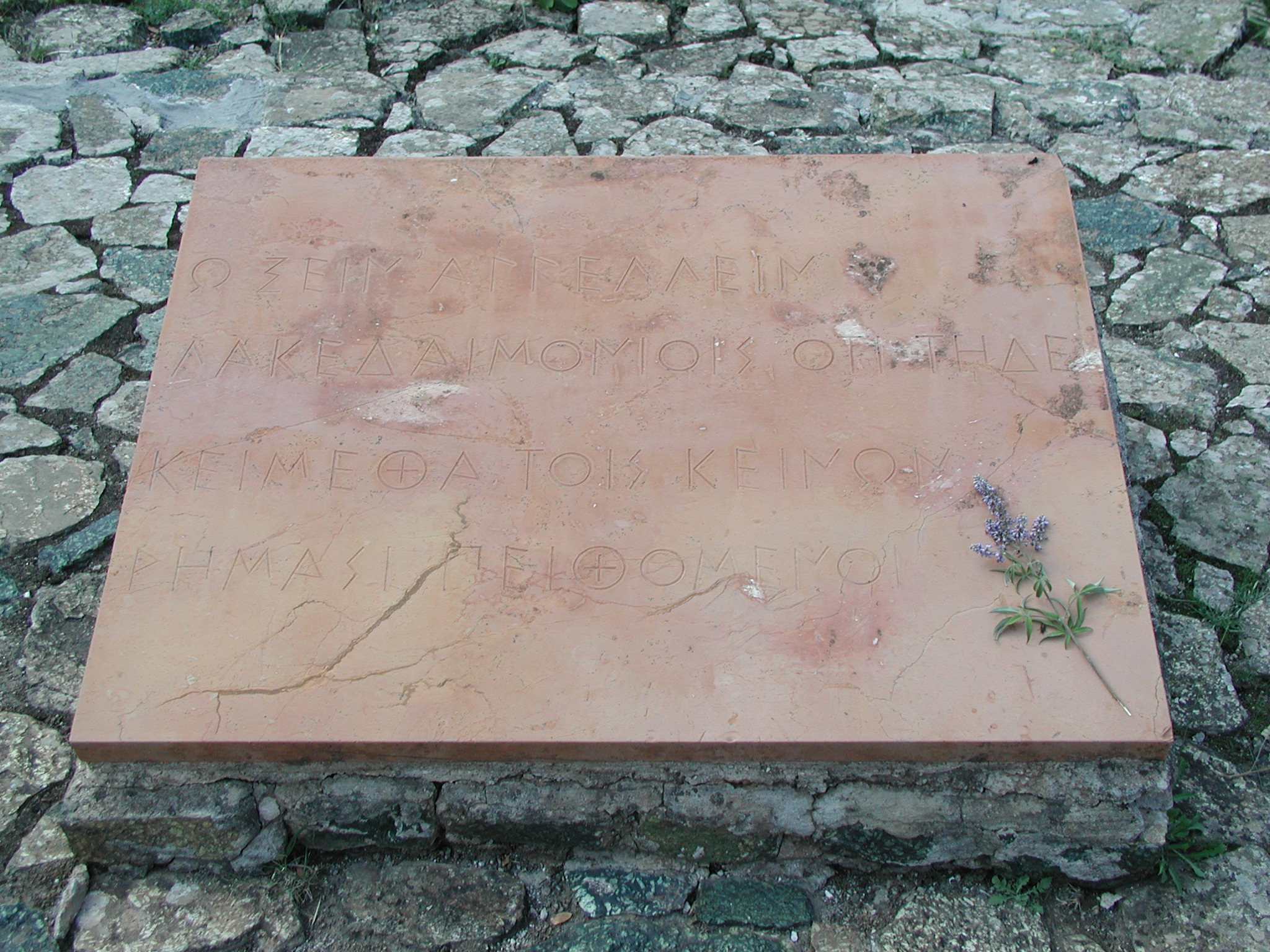
Moderne Gedenktafel: Wanderer, kommst du nach Sparta, dann berichte, du hast uns hier liegen gesehen, so, wie das Gesetz es befahl

Leonidas I. (altgriechisch Λεωνίδας Leōnídas, deutsch ‚der Sohn des Löwen‘; † August 480 v. Chr. bei den Thermopylen) war von 490 bis 480 v. Chr. König von Sparta. Er stammte aus dem Geschlecht der Agiaden.

## Leben
Leonidas wird erstmals in Herodots Historien namentlich erwähnt. Er entstammt der Verbindung zwischen Anaxandridas II. und dessen erster Frau und ist der zweitjüngste von vier Brüdern. Als sein Halbbruder Kleomenes I. und sein älterer Bruder Dorieus ohne männliche Nachkommen starben, fiel die Herrschaft Leonidas zu. Er heiratete Kleomenes’ Tochter Gorgo, also seine Halbnichte. Der gemeinsame Sohn und Nachfolger hieß Pleistarchos. Gleichzeitig mit ihm regierte der Eurypontide Leotychidas II. aus dem zweiten spartanischen Königshaus.

## Schlacht bei den Thermopylen
Leonidas erlangte größere Bekanntheit im Zuge des Feldzugs des Xerxes gegen die im Hellenenbund vereinten griechischen Städte im Jahr 480 v. Chr. Er wurde mit der Verteidigung des Engpasses bei den Thermopylen betraut, um Xerxes und seine Truppen daran zu hindern, auf den Peloponnes einzufallen. In der Schlacht bei den Thermopylen konnte unter seinem Oberkommando eine griechische Streitmacht (etwa 5200 Mann, darunter 300 Spartiaten) die Engstelle für drei Tage gegen die zahlenmäßig deutlich überlegenen persischen Streitkräfte halten. Moderne Schätzungen halten eine persische Truppengröße zwischen 50.000 bis 250.000 Mann für möglich. Durch den Verrat des Ephialtes von Trachis gelang es den Persern den Engpass zu umgehen und Leonidas auf diese Weise einzukesseln. Dieser wurde mitsamt aller noch im Kessel verbliebenen Soldaten getötet.

### Vorbereitungen auf die Schlacht
Im Vorfeld der Schlacht wählte Leonidas 300 Spartiaten aus, die ihn zu den Thermopylen begleiten sollten. Sie bildeten den Kern des spartanischen Aufgebots. Auswahlkriterium war, dass alle Spartiaten bereits Kinder besaßen, um das Fortbestehen der jeweiligen Familien zu garantieren. Aus anderen griechischen Städten kamen außerdem knapp 5000 weitere Soldaten hinzu. Die Karneien, ein religiöses Fest, das in Sparta begangen wurde, verhinderten eine Beteiligung der Spartaner mit voller Truppenstärke an den Thermopylen. Laut Herodot ging die militärische Führung allerdings davon aus, weitere Staaten würden dem Beispiel von Leonidas folgen und sich der Verteidigung anschließen. Als die Griechen am Pass ankamen und die persische Armee erspähten, wurden Forderungen nach einem frühzeitigen Rückzug laut. Leonidas entschied, die strategisch wichtige Position zu halten, und entsandte Boten, um in den Städten um Verstärkung zu bitten. Xerxes hingegen harrte mit der gesamten Streitmacht vier Tage vor den Thermopylen aus, wohl um die Griechen zum Rückzug zu bewegen. Als diese sich unbeeindruckt zeigten und keine Anstalten machten, sich zurückzuziehen, folgte am fünften Tage der Angriff.

### Ablauf der Schlacht
Xerxes, von einem schnellen Sieg ausgehend, befahl seinen Truppen am ersten Tag der Schlacht einen Sturmangriff auf die griechischen Stellungen. Dabei wurden den Persern empfindliche Verluste zugefügt, während die Anzahl an Gefallenen auf griechischer Seite moderat blieb. Die Kämpfe am zweiten Tag liefen ähnlich ab.
Die Griechen hätten die Stellung wohl noch länger halten können, wenn nicht Ephialtes von Trachis dem Xerxes einen geheimen Pass zeigte, der es ihm ermöglichte, die griechischen Stellungen zu umgehen. Nachdem die Nachricht der Umgehung Leonidas erreicht hatte, ließ er den Großteil seines Heeres abziehen. Er selbst blieb nur mit seinen Spartiaten sowie mit den Kontingenten der Thespier und Thebaner zurück (zu Truppengrößen siehe: Truppenstärken). Leonidas Ziel war es, durch sein Verweilen im Pass und das damit verbundene Selbstopfer den Verbündeten den Rückzug zu decken.
Gemäß der Argumentation des britischen Historikers Richard Hope Simpson traf Leonidas aus einer Vielzahl von Optionen die bestmögliche Entscheidung. Er schreibt, dass im Falle eines vollständigen Rückzuges die griechischen Hopliten der persischen Kavallerie schutzlos ausgeliefert gewesen wären und wahrscheinlich hohe Verluste erlitten hätten. Hätte sich die Gesamtheit des Heeres zur Verteidigung entschieden, so wäre sie früher oder später durch feindliche Truppen oder Versorgungsprobleme aufgerieben worden. Laut Simpson dürften Prestige und Ehrgefühl bei den Entscheidungen nur eine untergeordnete Rolle gespielt haben.
Als die Perser ihre Soldaten – laut Herodot unter Peitschenhieben – zum Kämpfen anstachelten und die Griechen sich an zwei Fronten verteidigen mussten, bezwangen sie die verbliebenen Griechen.

## Rezeption

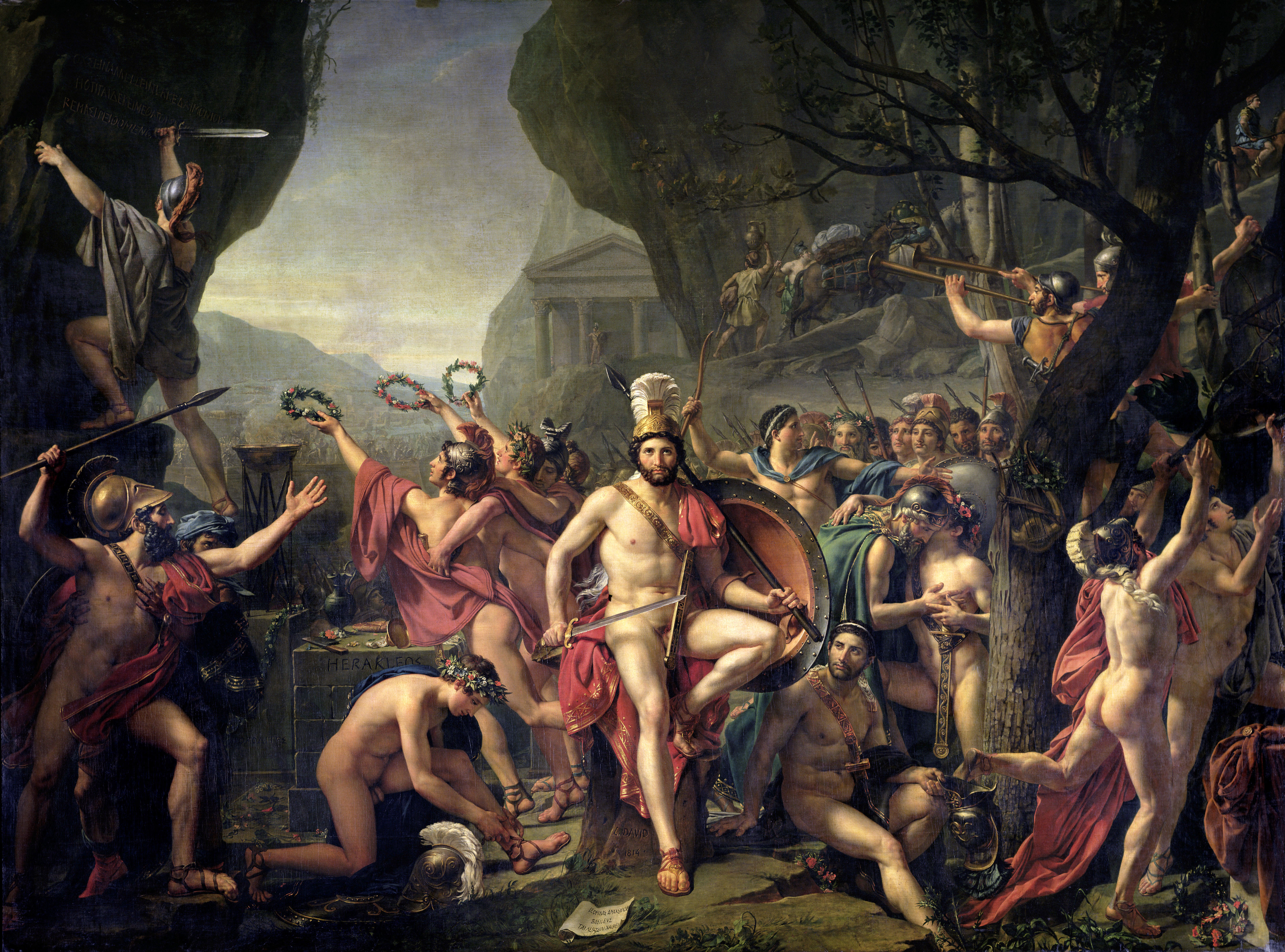
Jacques-Louis David, Léonidas aux Thermopyles (1814)

Denkmal von König Leonidas I. (Sparta) in Sparta

Nach dem Ende der Perserkriege im Jahr 479 v. Chr. stellte die nordgriechische Amphiktyonie eine Tafel zur Erinnerung an den letzten Kampf des Leonidas und seiner 300 Spartiaten auf. Die Inschrift wurde als Thermopylen-Epigramm berühmt. 40 Jahre nach der Schlacht soll König Pausanias die Gebeine des Leonidas nach Sparta überführt und in einem Grabmal, dem Theater gegenüber, beigesetzt haben.
Der Leonidas-Mythos ist im Laufe seiner knapp 2500-jährigen Geschichte in unterschiedlichsten Formen aufgegriffen und verarbeitet worden. Dazu gehören neben Unterhaltungsliteratur und Kunst in jüngerer Vergangenheit auch Film und Videospiele.
Einige Beispiele werden im Folgenden exemplarisch aufgeführt.

### Belletristik
- Helena P. Schrader: Leonidas of Sparta. A Boy of the Agoge. Wheatmark, Tucson 2010, ISBN 978-1-60494-474-7.
- Heinrich Böll: Wanderer, kommst du nach Spa….

### Bildende Kunst
- Perugino: Fortitudo mit Lucius Sicinius, Leonidas und Horatius Cocles (Fresko, Collegio del Cambio, Perugia, 1496–1500)
- Jacques-Louis David: Léonidas aux Thermopyles (Gemälde, Louvre, Paris, 1814)

### Comics
- Frank Miller, Lynn Varley: 300.

### Filme
- Der Löwe von Sparta (The 300 Spartans, USA 1962)
- 300 (USA 2007)

### Videospiele
- Assassin’s Creed Odyssey (2018)
- Titan Quest